# Стешин, Юрий Тимофеевич
Юрий Тимофеевич Сте́шин (1938—1993) — советский и украинский художник-оформитель, дизайнер.

## Биография
Родился 1 мая 1938 года в посёлке Старина (ныне Починковский район (Нижегородская область)). В 1960-х годах окончил школу художников-оформителей в Омске, работал художником-проектировщиком.
С 1970 года работает художником Николаевского художественно-промышленного комбината Художественного фонда УССР.
В 1976 году окончил высшие курсы промышленного и оформительского искусства при СХ СССР. Член СХ СССР (1979).
Умер 19 августа 1993 года в Николаеве.

## Творчество
- памятные знаки 3-й и 4-й танковым бригадам в поселке Зеленый Яр (Николаевская область)
- памятный знак конно-механизированной группе И. А. Плиева (Троицко-Сафоново, 1974)
- музей судостроения и флота (1981)
- детский городок «Сказка» (1985)
- Памятник воинам-интернационалистам (Николаев) (1991),
- проект оформления корабля «Гетман Сагайдачный» (1993)

## Награды и премии
- Государственная премия УССР имени Т. Г. Шевченко (1981) — за создание Музея судостроения и флота в Николаеве